# Історія жіночої освіти в Україні
Навчання дівчат і жінок в Україні від підготовчної школи до академії містить проблеми гендерної рівності в доступі, якості, розподілом за сферами та академічному просуванні. Історичною для України є проблема роздільного навчання релігійного спрямування жінок. 
Освіта жінок сприяє подоланню бідності та досягнення благополуччя, адже освічені жінки, згідно з дослідженнями, набагато рідше вступають у ранні та примусові шлюби, помирають при пологах, хворіють інфекційно, натомість мають набагато більше можливостей для повноцінного життя.

## Середньовіччята ранніймодерн
Жіноча освіта на українських землях набувала різних історичних форм починаючи від середньовіччя.
Протягом Середньовіччя та раннього модерну переважала домашня форма навчання жінок. Здавна існували також монастирські жіночі школи. 1086, за літописом, Анна (Янка) Всеволодівна заснувала при Янчиному монастирі школу дівчат. Вчили читанню та письму, Закону Божому, рукоділлю, церковному співу. У середині 17 ст. Павло Алеппський, подорожуючи Україною, засвідчив високий рівень освіти жіноцтва. Зміст і якість освіти залежали від статків та бажання батьків. Можливість навчання дівчат із учителями, які приходили додому до учениць, зберігалася до 1917 року.

## Російська імперія
Початок громадської освіти жінок у Російській імперії пов'язують із правлінням Катерини II, коли 1764 організовано Виховне товариство шляхетних дівчат (Смольний інститут) — перший державний жіночий середній навчальний заклад. 
В Україні інститути шляхетних дівчат з'явилися на початку 19 ст. з ініціативи та коштом місцевого дворянства: у Харкові (1812), Полтаві (1818), Одесі (1829), Керчі (1836), Києві (1838). Їх метою була підготовка «гарних дружин і корисних матерів родин». Це були закриті навчальні заклади, розраховані на доньок дворян, офіцерів та купців 1-ї і 2-ї гільдій. Оплата навчання в інститутах була доволі високою — від 650 рублів на рік у Харківському до 1000 руб. на рік в Одеському. Приймали учениць у віці 8—12 років; повний курс був 6-річний із поділом на 3 класи. Основна увага приділялася гуманітарному й естетичному (музика, танці) напрямам освіти, домоводству та рукоділлям. Існував педагогічний клас (клас пепіньєрок), що давав диплом домашньої вчительки. У 1850-х рр. внутрішнє життя інститутів було реформоване в напрямі уніфікації. На вимогу громадськості окремі з них (Керченський) стали напіввідкритими. 
Поряд із державними дівочими навчальними закладами в кінці 18 ст. діяли приватні жіночі пансіони — закриті навчальні заклади. Засновниками їх були іноземці, переважно французи. Перші 2 приватні пансіони на українських землях у межах Російської імперії відкриті 1779 в Кременчуці. На початку 19 ст. їх було в містах Волинської губернії — 7, Київської губернії — 3, Подільської губернії — 1. На 1834 в підросійській Україні було 29 пансіонів з 1004 вихованками. Навчальна програма наближалася до державних закладів. Термін навчання становив 4—5 років; оплата — від 100 до 300 руб. на рік.

### Початкова освіта
1786 указом про організацію народних училищ (малі та головні) впроваджувалася початкова освіта для дівчаток. Статути 1804 і 1828 визнають такими парафіяльні училища. На середину 19 ст. парафіяльні училища організовані майже у всіх повітових містах; дівчат у них було небагато. Елементарний курс включав Закон Божий, вміння читати, писати та рахувати. Організація шкіл у маєтках покладалася на поміщиків. У державних селах з 1830-х рр. організовувалися волосні школи. Окрім грамоти, у них навчали рукоділлю. Утримувалися початкові школи коштом міських і сільських громад, поміщиків. 1844 місцеву владу зобов'язали відкривати окремі жіночі школи в населених пунктах, які мали не менше 25 дівчат відповідного віку. Протягом 1859—63 з ініціативи інтелігенції засновувалися недільні школи; найвідоміша з них — жіноча школа Христини Алчевської в Харкові, що діяла понад 50 років. 
Упровадження «Положення про початкові народні училища» (1864) законодавчо закріпило створення початкової школи для дітей усіх станів обох статей. Їх метою було утверджувати в народі релігійні й високі моральні якості, поширювати корисні знання. Це були переважно земські та церковно-парафіяльні школи. Навчальний план включав Закон Божий (короткий катехізис і священну історію), читання за книгами церковного й цивільного друку, письмо, арифметику, церковні співи. Термін навчання становив 2—3 роки, на початку 20 ст. — 4 роки. Стан із навчанням селянських дівчат всюди був незадовільний. У кінці 1860-х рр. найменше учениць було в школах Полтавської губернії — 4 % (один учень в ній припадав на 77 жителів чоловічої статі, учениця — на 2110 жіночої).
Небажання селян навчати доньок зумовлювалось економічними чинниками (зайнятість дівчат у господарстві) та психологічними (упередженість проти жіночої освіти). Збільшення частки дівчат у народних училищах помітно тільки з кінця 19 ст., особливо в південних губерніях.

### Середні навчальні заклади
Дівчата з духовного стану могли отримувати освіту в жіночих єпархіальних училищах (середніх навчальних закладах), що відкривалися при церквах і монастирях: у Харкові (1854), Лебедині (Чигиринського повіту, Київської єпархії; 1859), Києві (1861), Житомирі, Тульчині, Кам'янці-Подільську (нині м. Кам'янець-Подільський; 1864). Їх готували до ролі дружин священиків, навчали вести господарство та допомагати чоловікові в його пастирській діяльності. Мережа єпархіальних училищ кількісно зросла в 2-й пол. 19 ст. Курс навчання в них став 6-річним, а програма наблизилася до гімназійної.
До середини 19 ст. жіноча освіта зберігала становий характер. Суспільна лібералізація середини 1850-х рр. актуалізувала питання реформування жіночої освіти. Новими її засадами стали всестановість, відкритість і активний вплив громадськості. Особливу увагу в жіночих навчальних закладах усіх рівнів звертали на головний аспект виховання — моральність, що базувалася на релігійних засадах. У школах день починався з молитви, розклад узгоджувався з релігійними святами. 1858 з ініціативи професора педагогіки М.Вишнєградського був реалізований проект організації відкритих жіночих училищ для всіх станів (з 1862 — маріїнські гімназії). В Україні така гімназія була заснована в Києві 1859 (заняття почалися із січня 1860) за сприяння київського губернатора І.Фундуклея, котрий пожертвував 2 кам'яних будинки та зобов'язався щорічно вносити 1200 руб. на рік на її утримання. З 1860 організовувалися й гімназії міністерства народної освіти Російської імперії. З 1872 було дозволено відкривати приватні жіночі гімназії як один зі шляхів задоволення зростаючої потреби в освіті дівчат. На поч. 1880-х рр. в 9-ти українських губерніях діяло 89 середніх жіночих навчальних закладів різних типів із 18 777 ученицями.
За положенням 1870 жіночі гімназії набули чіткої структури: 7 класів із річним курсом. Організовувався 8-й (педагогічний) клас — 1—2 роки навчання. Навчальна програма жіночих гімназій наближалася до чоловічих. Жіночі прогімназії (неповна середня школа) були 3-класними, їхня програма прирівнювалася до повітових училищ. На початку 20 ст. майже всі вони були реформовані в гімназії. Нагороджені по закінченні гімназійного курсу золотою чи срібною медаллю та випускниці педагогічного класу набували диплом домашніх наставниць. Гарний атестат та закінчення педагогічного класу давали звання домашніх учительок. Решта випускниць отримувала права вчительки народних училищ. Навчання в гімназіях і прогімназіях було платне: у гімназіях — 25—35 руб. на рік (у приватних більше), у прогімназіях — у 3—5 разів менше. Доньки незаможних батьків звільнялися від оплати. Як правило, сплачували за них товариства допомоги нужденним ученицям, що створювалися в містах (у Києві — 1882). Призначалися стипендії земствами, міськими управами та приватними доброчинцями; створювалися й каси взаємодопомоги учениць. На 1909 в Україні діяло 185 жіночих гімназій міністерства народної освіти Російської імперії (109 з них — приватні), учнівський контингент яких становив 54 330 учениць; прогімназій було 48 із 5458 ученицями. Освічена жінка модерного соціуму — це випускниця жіночої гімназії. Гарне знання російської мови та літератури, одна-дві іноземні мови, знайомство з досягненнями світової цивілізації давали можливість для подальшої самоосвіти та орієнтації в навколишньому світі.

### Вища школа
Лібералізація торкнулася й вищої школи. З 1860 в аудиторіях Петербурзького, Харківського, Київського університетів і столичної Медико-хірургічної академії навчалися жінки. 1861 міністерство народної освіти Російської імперії з'ясовувало думку професорських корпорацій із цього питання. Університети (за винятком Московського й Дерптського) підтримали ідею допуску жінок до навчання та іспитів на вчений ступінь. Однак політична поліція пов'язала наявність перших слухачок зі студентськими актами протесту. Університетський статут 1863 не надав жінкам можливості здобувати вищу освіту. Для її здобуття вони виїжджали на навчання до Європи. Улітку 1873 в Цюрихському університеті здобували освіту 103 жінки — піддані Російської імперії, серед яких 43 — з українських губерній. Наполегливе лобіювання жіночими гуртками можливості отримувати вищу освіту безпосередньо в Росії та побоювання поширення антиурядової пропаганди серед закордонних студенток вплинули на позицію уряду Російської імперії, який дозволив організацію професорами університетів систематичних Вищих жіночих курсів: у Москві вони були відкриті 1872, у Казані — 1876, у Києві та Санкт-Петербурзі — 1878. Метою цих курсів стало надання дівчатам із середньою освітою можливості її продовжити. Однак клопотання з Одеси (1879) та Харкова (1881) щодо відкриття й там Вищих жіночих курсів не були реалізовані. 1886 набір слухачок на всі Вищі жіночі курси призупинили; з 1889 відновлено роботу тільки курсів Петербурзьких.
Новий етап розвитку вищої жіночої освіти розпочався на початку XX століття. 1900 року відновлено Вищі жіночі курси в Москві, 1903 в Одесі розпочали роботу Вищі жіночі педагогічні курси. 1906 поновили роботу Київські та Казанські вищі жіночі курси, а Одеські вищі жіночі педагогічні курси реформовано у Вищі жіночі курси. 1907 в Харкові відкрито Вищі жіночі курси Товариства взаємодопомоги працюючих жінок. Поряд із громадськими 1905—17 діяли приватні Вищі жіночі курси: київські Аделаїди Жекуліної (з 1905), харківські Н. І. Невіанд (з 1906), катеринославські, організовані Копиловим і Тихоновою (з 1916). Чисельність слухачок громадських Вищих жіночих курсів 1913—1914 становила: київських — 3811 осіб, харківських — 1143 особи, одеських — 621 особу. На Петербурзьких вищих жіночих курсах дівчата з України щорічно складали бл. 15 % курсисток. Навчальний курс Вищих жіночих курсів тривав 4 роки. Основні відділення (факультети): історико-філологічне, фізико-математичне; з початку XX сторіччя додалися юридичне, економіко-комерційне та медичне. Обов'язковими документами для вступу були атестат про середню освіту і довідка про політичну благонадійність та, для неповнолітніх (до 21 року), — дозвіл батьків або чоловіка. Прийом відбувався на підставі конкурсу атестатів. На початку XX сторіччя, у зв'язку зі значною чисельністю бажаючих, на Вищих жіночих курсах навчалися переважно медалістки. Оплата до 1886 року становила 50 рублів на рік, з 1889 — 100 рублів, на природознавчому та медичному відділеннях — до 120—150 рублів, на приватних Вищих жіночих курсах — від 125 до 200 руб. на рік. При Вищих жіночих курсах створювалися опікунські комітети та товариства для допомоги незаможним слухачкам, що надавали стипендії, покращували побутові умови, організовували доступне харчування та допомагали в пошуку працевлаштування.
З 1906 жінкам дозволили навчатися в державних університетах на правах вільних слухачок: Київський відвідували 330 осіб, Одеський — 170, Харківський — 540, однак з 1908 вступ жінок до університетів знову заборонили. З 1915 в умовах воєнного часу Рада міністрів Російської імперії дозволила деяким університетам прийом жінок на вільні посади, із 1916 цю практику поширили на всі університети.
Професійна освіта жінок на українських землях Російської імперії від 1844 була представлена організованими при Київському університеті повивальними курсами. Вік їхніх слухачок був від 18 до 30 років, курс навчання — 2-річним. Успішне складання іспиту надавало атестат на звання повивальної бабки. З початку XIX сторіччя мережа професійних курсів різних напрямів істотно зросла. 1872 року була започаткована вища медична освіта для жінок — Курс учених акушерок (з 1876 — Жіночі медичні курси) при Медико-хірургічній академії в Санкт-Петербурзі. На цих курсах готували жінок-лікарів, яким від 1880 по закінченні навчання надавали нагрудний знак «Жінка-лікар». З 1897 діяв Жіночий медичний інститут у С.-Петербурзі. На початку XX сторіччя були організовані медичне відділення Київських (1907) та Одеських (1909) вищих жіночих курсів. 1910 Харківським медичним товариством організовано Жіночий медичний інститут. Із 1905 в університетських містах зростала мережа спеціальних вищих жіночих курсів: політехнічних, архітектурних, інженерних, агрономічних, комерційних тощо.

## Австро-Угорщина
В західноукраїнських землях у складі Австро-Угорщини дівчата отримали доступ до навчання із впровадженням у 1860-х рр. загальної початкової освіти; у селах це були спільні школи, у містах — жіночі. Середня жіноча освіта була представлена наприкінці 19 ст. приватними ліцеями та гімназіями з польською мовою навчання; були організовані й україномовні (Перемишль, Львів). На Буковині діяли змішані українські гімназії в Чернівцях, Вижниці і Кіцмані. Більше українок навчалося в учительських семінаріях, які надавали освіту і вчительське звання. З 1900 жінки були допущені в університети Австро-Угорщини. У 1920—30-х рр. розширилася мережа середньої освіти, в якій переважали спільні гімназії, хоча зберігалися й жіночі.

## СРСР
З приходом у Росії до влади більшовиків постановою народного комісаріату освіти РСФРР від 31 травня 1918 у всіх типах навчальних закладів було запроваджене спільне навчання. Встановлення радянської влади в Україні поширило цю норму на її теренах. Окрему жіночу освіту (1—10 класи) упровадили в СРСР з 1 вересня 1943 по 1 липня 1954 тільки в обласних, крайових, столичних і великих промислових містах держави. У цей же період відновилася практика оплати за навчання в старших класах (8—10 класи) — 150—200 карбованців на рік. Після розпаду СРСР практика окремих жіночих шкіл відновлюється. Так, у Києві функціонує гімназія-інтернат жіночої освіти й виховання № 13.